# Evolution Tower
Evolution Tower (ros. Эволюция) – wieżowiec w Moskwie na działce nr 2 oraz 3 Moskiewskiego Międzynarodowego Centrum Biznesowego. Konstrukcja rozpoczęła się w 2007 roku i miała się zakończyć trzy lata później, jednak przez pewien czas budowa była wstrzymana. Wznowienie konstrukcji nastąpiło w 2011 roku, ukończenie budynku miało miejsce planowo końcem 2014 roku. Wcześniej budynek nosił nazwę City Palace. 
Każde piętro w budynku obrócone  jest o 3° w stosunku do poprzedniego, a łączny obrót ostatniego piętra w stosunku do pierwszego wynosi 135°. Inspiracją dla wykręconej formy budynku była rzeźba Pocałunek Auguste Rodina. Obiekt dysponuje 65 000 m² powierzchni biurowej, 15 000 m² powierzchni handlowej oraz parkingiem podziemnym na 1350 samochodów. Znajduje się tam również Muzeum Moskiewskiego Międzynarodowego Centrum Biznesu, Urząd Stanu Cywilnego oraz sala balowa o powierzchni 2000 m² na najwyższym piętrze.

Galeria postępów prac przy budowie wieżowca
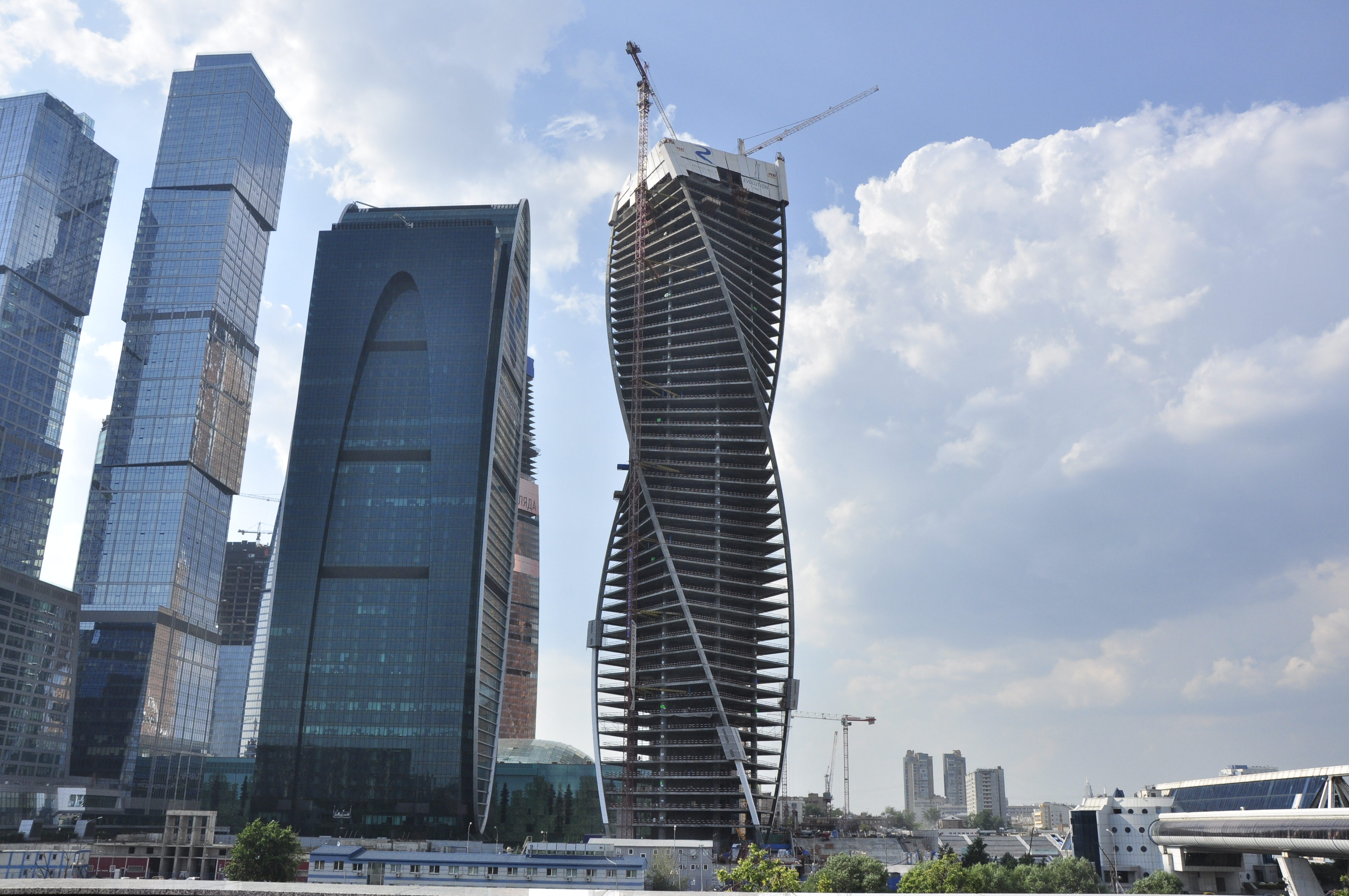
lipiec 2013
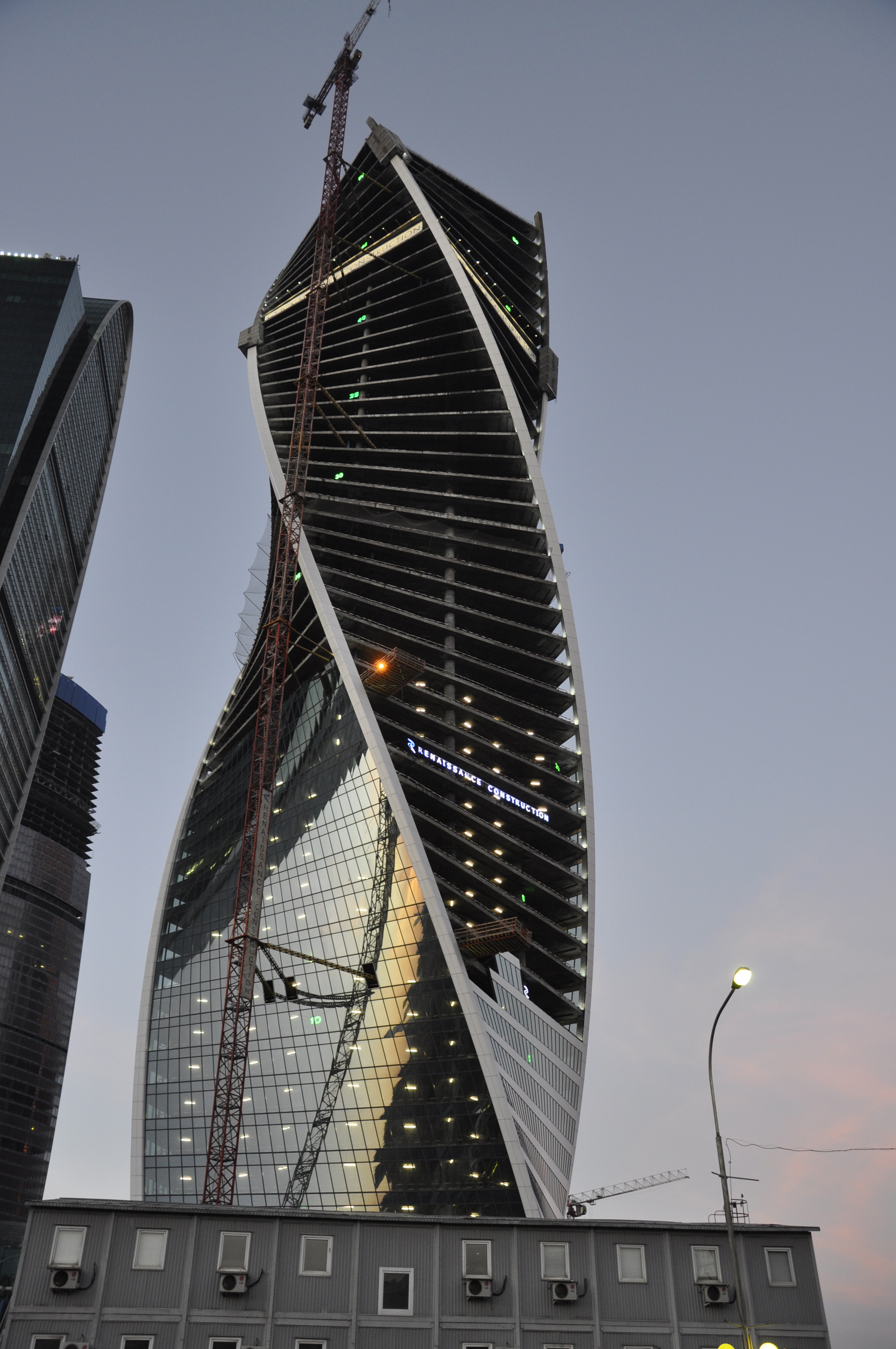
grudzień 2013
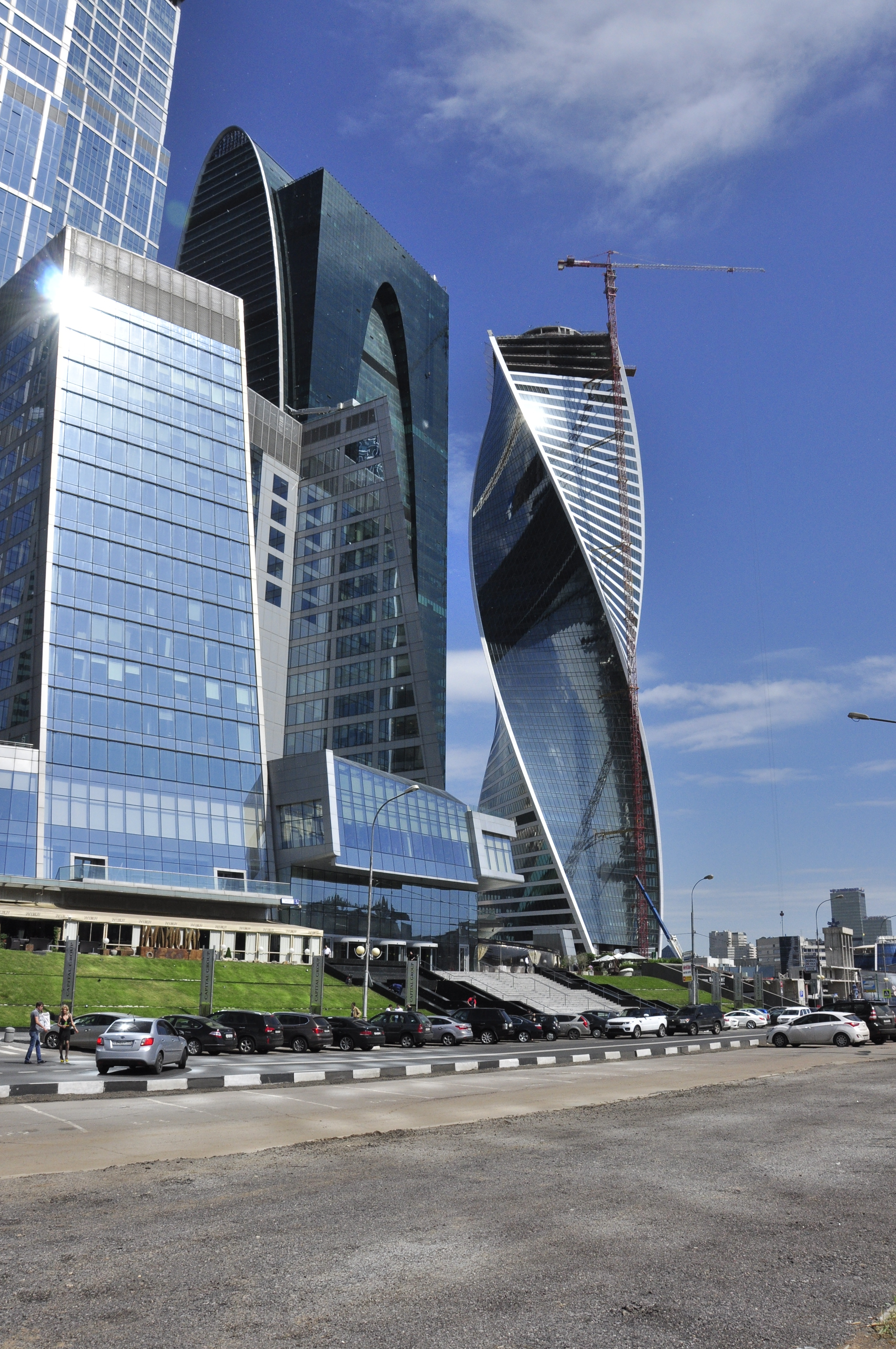
maj 2014
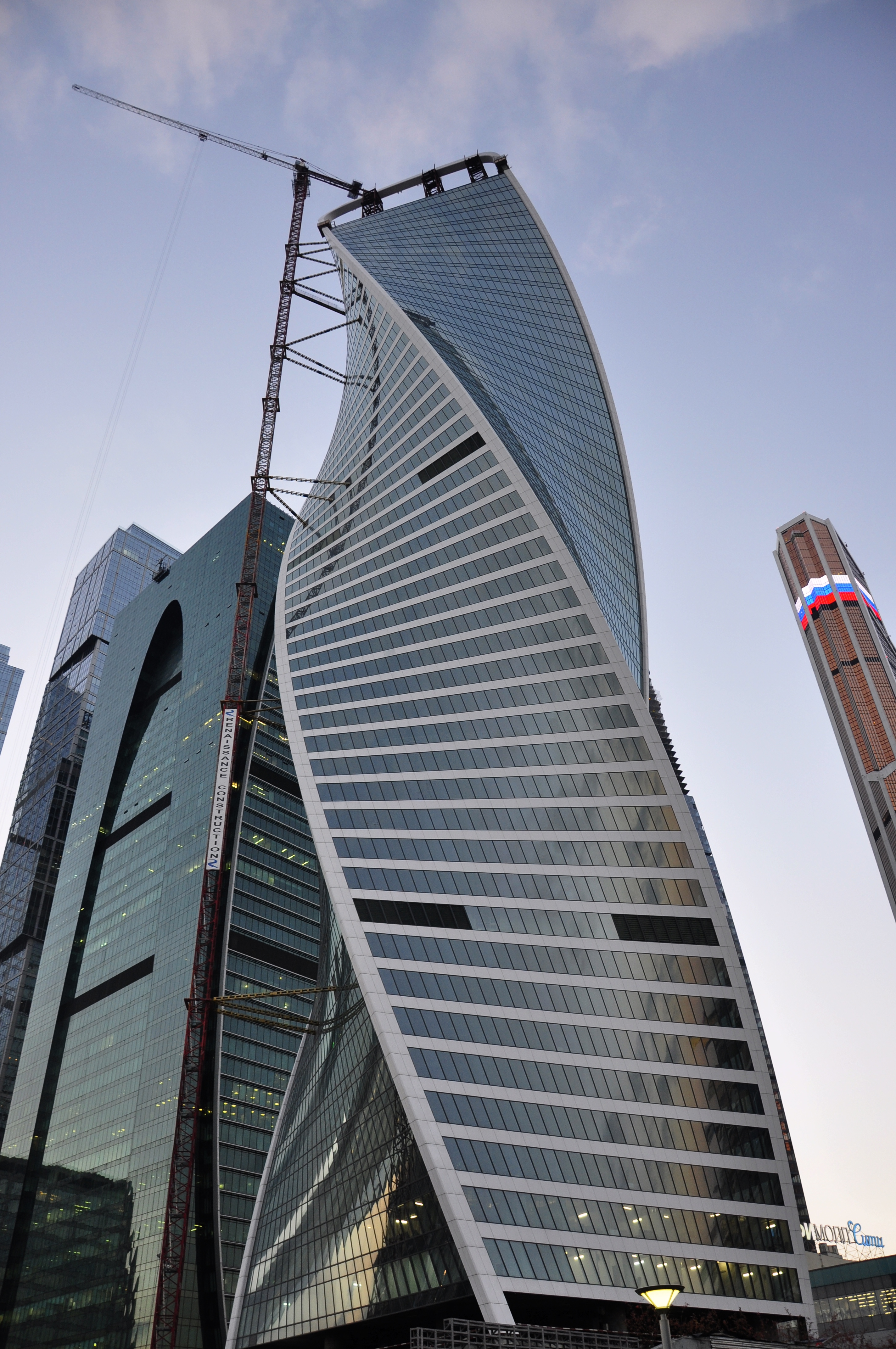
październik 2014
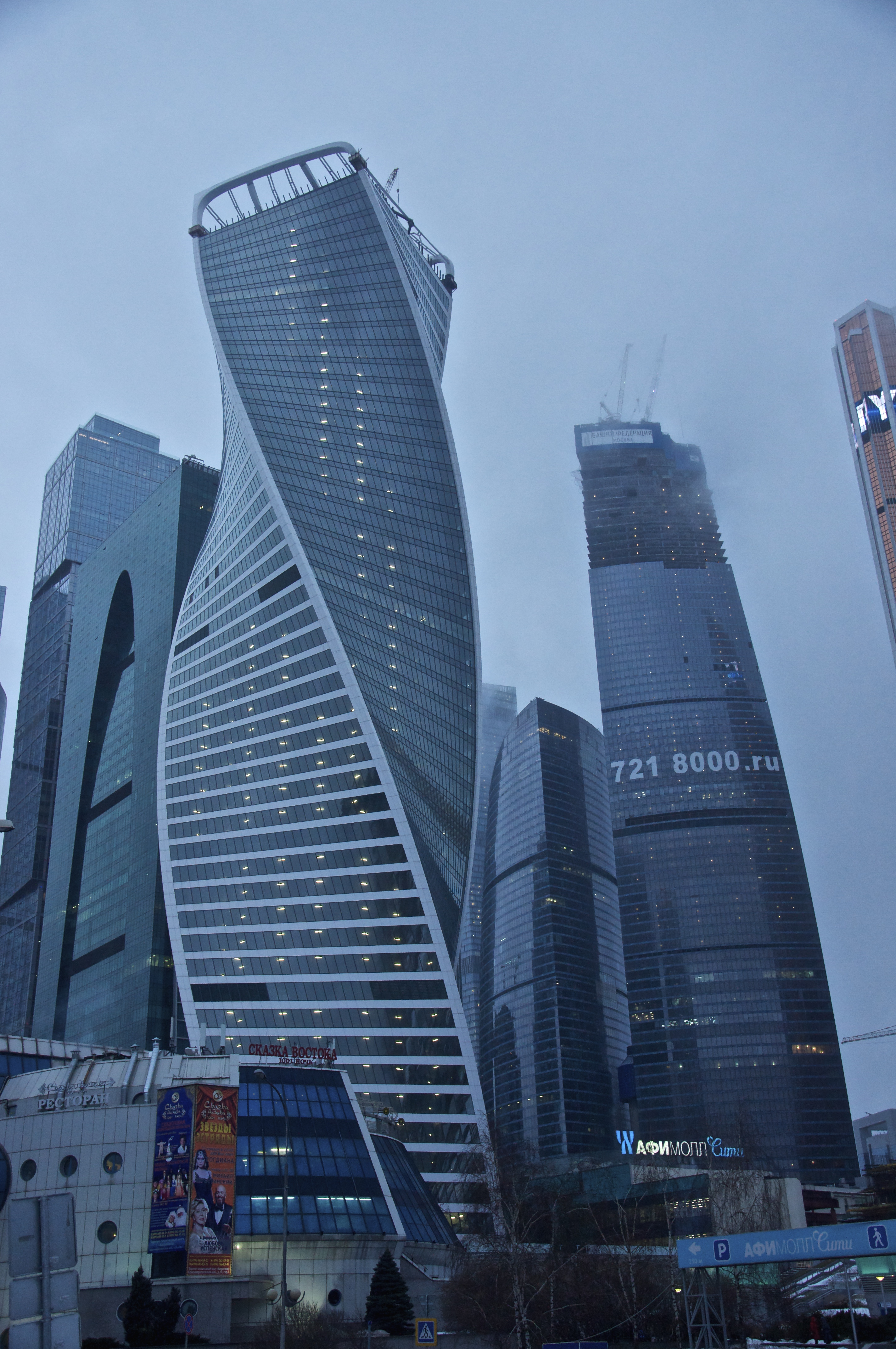
styczeń 2015